# 権藤恭之
権藤 恭之（ごんどう やすゆき、1965年 - ）は、日本の心理学者。専門は老年学、老年心理学。大阪大学大学院人間科学研究科教授。

## 人物・経歴
兵庫県生まれ。1989年関西学院大学文学部心理学科卒業。1991年関西学院大学大学院文学研究科博士課程前期課程心理学専攻修了。1992年東京都老人総合研究所研究助手。1994年関西学院大学大学院文学研究科博士課程後期課程心理学専攻修了、ジョージア大学老年学センター留学（厚生省長寿科学研究事業研究者海外派遣事業）。
2002年東京都老人総合研究所研究員、博士（心理学）。2006年ジョージア大学老年学研究所留学（長寿科学振興財団長寿科学研究事業研究者海外派遣事業）。2007年大阪大学大学院人間科学研究科准教授。2018年大阪大学大学院人間科学研究科教授。2022年日本応用老年学会常任理事。専門は老年学、老年心理学で、高齢者の研究を行った。

## 編集
- 『高齢者心理学』朝倉書店 2008年
- 『よくわかる高齢者心理学』（佐藤眞一と共編著）ミネルヴァ書房 2016年

## 受賞
- 2006年 日本老年医学会優秀論文賞[6]
- 2006年 日本老年精神医学会優秀論文賞[2]
- 2006年 日本認知症ケア学会・読売認知症ケア賞[2]
- 2022年 日本認知心理学会独創賞[7]